# بر تپه مالیخولیا
«بر تپهٔ مالیخولیا» (انگلیسی: On Melancholy Hill) سومین تک‌آهنگ آلبوم ساحل پلاستیکی ساختهٔ گروه موسیقی گوریلاز است که سال ۲۰۱۰ منتشر شد. این ترانه در شماری از فهرست‌های برترین‌های موسیقی قرار گرفته‌است، از جمله در رتبهٔ ۱۵۲ از فهرست ۲۰۰ ترانهٔ برتر دهه که پیچفورک مدیا منتشر کرد.